# Lluís Ernest de Brunsvic-Lüneburg
Lluís Ernest de Brunsvic-Lüneburg (Wolfenbüttel, 25 de setembre de 1718 - Eisenach, 12 de maig de 1788) va ser un mariscal de camp als exèrcits del Sacre Imperi Romanogermànic i de les Províncies Unides. Del 13 de novembre 1750 a 1766 va ocupar el càrrec de capità general dels Països Baixos, on era conegut com el duc de Brunsvic, -per distingir-ho del seu germà gran, Carles, que va succeir al títol del seu pare duc de Brunswick-Lüneburg-.

## Duc de Curlàndia i Semigàlia
Després de la detenció del duc de Curlàndia Ernst Johann von Biron, Lluís va ser escollit com el seu successor el 27 de juny 1741 amb el suport de la seva cosina Maria Teresa I d'Àustria. Després va anar a Sant Petersburg, i sembla que es va interessar en el possible matrimoni amb Elisabet I de Rússia amb l'esperança de convertir-se en emperador. Tanmateix, al cop d'estat fet per Elizabeth el 6 de desembre de 1741, va portar a Lluís Ernest perdre el ducat de Curlàndia i va haver de regressar a Alemanya.